# 芒廷维尤 (怀俄明州)
芒廷维尤（英語：Mountain View），是美国怀俄明州尤因塔县（Uinta）下属的一座城市。该市的人口在2000年为1,153人，2010年有1,286，2011年则估计有1,279人。